# Ilham Pangestu

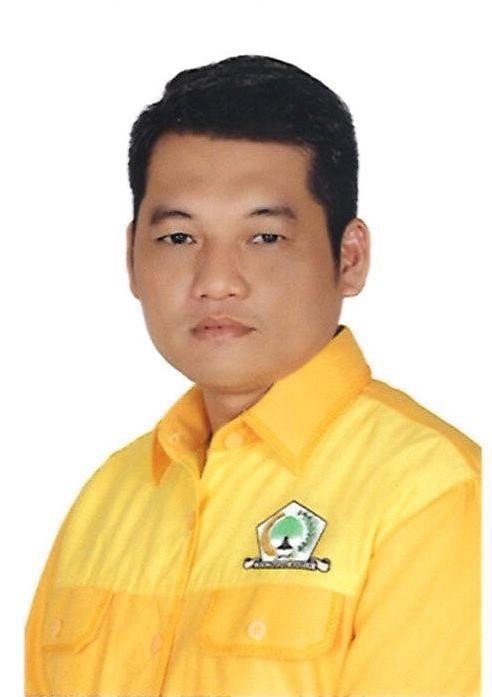
Ilham Pangestu (1. Oktober 2019)

Ilham Pangestu (* 8. Januar 1979 in Julok, Aceh Timur, Aceh) ist ein indonesischer Politiker der Partei der funktionalen Gruppen Golkar (Partai Golongan Karya), der seit 2019 Mitglied des Volksvertretungsrates der Republik Indonesien DPR-RI (Dewan Perwakilan Rakyat Republik Indonesia) ist.

## Leben
Ilham Pangestu besuchte von 1985 bis 1991 die Grundschule sowie zwischen 1991 und 1994 die Mittelschule in Langsa und danach von 1994 bis 1997 die Oberschule in Balikpapan. Er war zeitweise Berater des Indonesisch-chinesischen Familien-Sozialverbandes PSMTI (Paguyuban Sosial Marga Tionghoa Indonesia), eine am 28. September 1998 vom pensionierten Brigadegeneral Tedi Jusuf gegründete chinesische ethnische soziale Organisation in Indonesien. Er fungierte zwischen 2000 und 2018 als stellvertretender Vorsitzender der Pancasila-Jugend PP (Pemuda Pancasila), eine paramilitärische Organisation, die am 28. Oktober 1959 von General Abdul Haris Nasution gegründet wurde und seit 1981 von Japto Soerjosoemarno geführt wird. Er war ferner zwischen 2015 und 2018 stellvertretender Vorsitzender des Indonesischen Nationalen Jugendkomitee KNPI (Komite Nasional Pemuda Indonesia) der Provinz Aceh sowie ferner von 2016 bis 2021 Vorsitzender des Verbandes IPSI (Ikatan Pencak Silat Indonesia), der traditionellen Kampfkünste Pencak Silat vertritt.

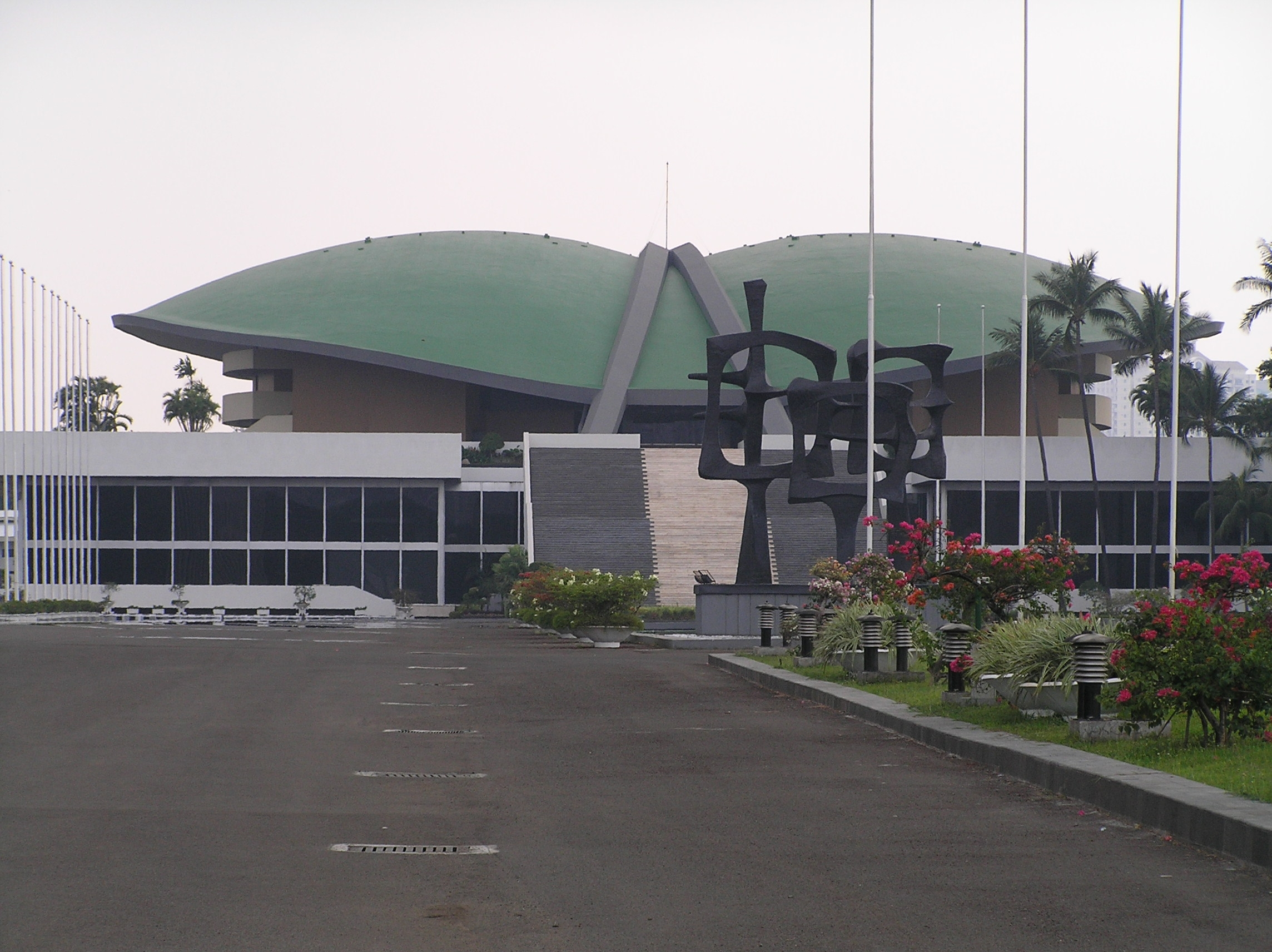
Das Gebäude des Volksvertretungsrates der Republik Indonesien, deren Mitglied er ist.

Bei der Wahl am 17. April 2019 wurde Pangestu als Kandidat der Partei der funktionalen Gruppen Golkar (Partai Golongan Karya) im Wahlkreis ACEH II erstmals Mitglied des Volksvertretungsrates der Republik Indonesien DPR-RI (Dewan Perwakilan Rakyat Republik Indonesia) und gehört diesem seither an. In der bis 2024 dauernden Legislaturperiode ist er Mitglied der Agentur für Haushaltsangelegenheiten (Badan Urusan Rumah Tangga), ein ständiges Organ des Volksvertretungsrates, welches zur Regulierung von Richtlinien im Zusammenhang mit der Hausführung dient. Am 23. Juli 2020 wurde er als Vorsitzender des Regionalen Repräsentantenrates DPD (Dewan Perwakilan Daerah) und damit Vorsitzender der GOLKAR in Langsa. Im Mai 2023 erklärte er seine Kandidatur für die Parlamentswahlen 2024.
Aus seiner Ehe mit Venty Angriani gingen drei Kinder hervor.